# Lophogaster spinosus
Lophogaster spinosus är en kräftdjursart som beskrevs av Ortmann 1906. Lophogaster spinosus ingår i släktet Lophogaster och familjen Lophogastridae. Inga underarter finns listade i Catalogue of Life.